# Mysorea brevipus
Mysorea brevipus is een hooiwagen uit de familie Trionyxellidae.